# Amina Fatima Serir
Amina Fatima Serir, née en 1989, est une nageuse algérienne.

## Carrière
Aux Jeux africains de 2007 à Alger, elle est médaillée de bronze du 4 × 200 mètres nage libre.